# Лазар, Марс
Марс Лазар (англ. Mars Lasar) — композитор, музыкальный продюсер, работающий в разных жанрах, фотохудожник, график.
Родился в Германии, воспитывался и вырос в Австралии.
Лазар также работал с другими исполнителями, в частности, он написал музыку для песни «Не верь, не бойся, не проси» группы «Тату».

## Дискография
| - Olympus (1992, Real Music) — альбом вошёл в хит-парад журнала Billboard - The Eleventh Hour (1993) - Escape (1995) - Mindscapes, Vol. 1: Fields of Gold (1996) - Mindscapes, Vol. 2: Moonlight (1996) - Mindscapes, Vol. 3: Satin Skies (1996) - The Music of Olympic National Park (1996) - Song of the Manatee (1997) - Sapphire Dreams (1998) - 11.02 (1998) - When Worlds Collide (2000) - Karma (2001) - BigBox (2000) - Blue Maze (2001) | - Christmas From Mars (2001) - Vertical Velocity (2002) - Collaborations (2003) - Final Frontier (2003) - Nocturnal Diaries (2003) - 11.04 Panorama (2003) - 11.22 Arrival (2005) - Yosemite, Valley of the Giants (2006) - Tahoe Spirit (2009) - Final Frontier 2 (2010) - Organized Chaos (с 2010 по 2012) - AfterWorld (2013) - Piano Moods From Mars (2015) - Jazz from Mars (2016) |